# Männer mit eisernen Nerven
Männer mit eisernen Nerven ist ein US-amerikanischer Western aus dem Jahr 1949 mit Gene Autry in der Hauptrolle. Der Film wurde von Gene Autry Productions produziert.

## Handlung
Der Förster Charlie Carter entdeckt, dass Bäume von schädlichen Motten befallen sind. Henry Mitchell, der die Gegend für den Tourismus erschließen will, sieht seine Pläne gefährdet und verhindert, dass Carter die Behörden anrufen kann. Mitchell rechnet damit, dass er die befallenen Bäume fällen lassen kann, um Platz für sein Projekt zu schaffen. Zur gleichen Zeit reiten Gene Autry und sein Freund Joe Lucas durch die Wälder. Sie begegnen einem Puma, auf den Gene schießt. Mitchell befindet sich mit Carter in der Nähe und hört die Schüsse. Übertönt von Genes letztem Schuss erschießt er Carter und lässt die Leiche liegen. Gene und Joe finden den toten Carter. Bestürzt glaubt Gene, dass eine seiner Kugeln den Förster getroffen hat.
Eine Untersuchung des Falles wertet Carters Tod als Unfall. Gene wird von aller Schuld freigesprochen, ist aber immer noch betroffen und will die Gegend verlassen. Er unterstützt Carters Tochter Helen vor seiner Abreise finanziell. Dabei bemerkt er die von den Motten befallenen Bäume und alarmiert die Behörden. Gleichzeitig stellt sich heraus, dass Genes Kugeln nicht für Carters Tod verantwortlich sind. Gene wird beauftragt, DDT zu versprühen, um die noch nicht befallenen Bäume zu retten. Gene will Joe um Hilfe bitten, doch dessen Alkoholkrankheit sorgt für Probleme.
Mitchell will das DDT mit einem starken Gift ersetzen, das die Bäume schneller sterben lässt. Joe, mit Genes Hilfe nüchtern geworden, bemerkt den Austausch, wird jedoch von Bill Wright, einer von Mitchells Männern, angeschossen. Helen findet den bewusstlosen Joe und bringt ihn zu Dr. Chadwick. Nach einiger Zeit wacht Joe auf und berichtet von dem Austausch des DDT. Gene erfährt, dass Wright die Anwohner wegen der Sprühaktion aufgewiegelt hat. Zudem hat er das Sprühflugzeug zerlegt und nimmt Gene und den Förster Jerry gefangen. Beide können entkommen. Auf dem Flugplatz kommt es zu einer Schlägerei, die vom Sheriff beendet wird.
Mit der Hilfe von Helen und Dr. Chadwick lässt Gene verlauten, dass er die Kugel, die Joe verwundet hat, in Besitz hat und mit ihr den Schuldigen finden werde. Mitchell, Wright und der Handlanger Pete machen sich auf den Weg zu Gene. Unterwegs legt sich Mitchell in einen Hinterhalt. Pete und Wright stoßen auf Gene, es kommt zu einem Kampf. Wright kann entkommen, doch Pete wird von Gene gefangen genommen. Pete bietet an, Gene zu Wright zu führen. Zur gleichen Zeit eilt Joe zum Flugplatz, um Gene aus der Luft zu unterstützen. Doch auch Wright ist am Flugplatz und besteigt bewaffnet den Flieger. Da er nicht fliegen kann, muss er Joe am Leben lassen, der versucht, Gene zu warnen. Als dies keinen Erfolg bringt, stürzt Joe die Maschine in den von Mitchell geplanten Hinterhalt. Mitchell, Wright und auch Joe kommen ums Leben. Gene beginnt später mit der Sprühaktion. Ihm ist klar, dass er von nun an Förster ist und Helen heiraten wird.

## Produktion

### Hintergrund
Gedreht wurde der Film vom 21. Juni bis zum 8. Juli 1948 in Thousand Oaks und im San Bernardino National Forest.

### Stab
William Kiernan war für das Szenenbild zuständig.

### Besetzung
In kleinen nicht im Abspann erwähnten Nebenrollen traten Virginia Carroll, Lane Chandler und Jason Robards sr. als Charles Carter auf.

### Musik
Im Film werden folgende Songs gespielt:
- It’s My Lazy Day und Let’s Go Roamin’ Around the Range von Smiley Burnette
- Hair of Gold, Eyes of Blue von Sunny Skylar
- Little Big Dry von Billie Weber
- Toolie, Oolie, Doolie von Vaughn Horton und Artur Beul
- Every Time I Feel the Spirit, Spiritual

## Veröffentlichung
Die Premiere des Films fand am 16. März 1949 in Hollywood statt. In der Bundesrepublik Deutschland kam er am 10. März 1953 in die Kinos.

## Kritiken
Der Filmkritiken-Aggregator Rotten Tomatoes hat in einer Auswertung ein Publikumsergebnis von 38 Prozent positiver Bewertungen ermittelt.
Das Lexikon des internationalen Films schrieb: „Mit Flugzeugen und allerlei technischem Gerät ausgestatteter Spätwestern aus der Gene-Autry-Serie, inszenatorisch wie inhaltlich überholt.“
Die Variety bemängelte das langsame Tempo und die Länge. Zwischen den Songs fehle es an Spannung und Aufregung.
Ähnlich sah es auch der Kritiker des TV Guide, der einen unüblichen Gene-Autry-Film sah, mit schleppendem Tempo ohne Spannung.